# Dakotadon
Dakotadon – rodzaj ornitopoda z grupy Iguanodontia żyjącego we wczesnej kredzie. Jest znany z niekompletnej czaszki odkrytej w datowanych na barrem osadach formacji Lakota w Dakocie Południowej. Pierwotnie został opisany jako Iguanodon lakotaensis przez Davida Weishampela i Philipa Bjorka w 1989. Jego status taksonomiczny był kontrowersyjny. Niektórzy badacze sugerowali, że „Iguanodon” lakotaensis był bardziej bazalny niż Iguanodon bernissartensis i bliżej spokrewniony z teiofytalią, jednak David B. Norman uznał, że jest synonimem I. bernissartensis. Gregory Paul, badający iguanodonty, przypisał „I.” lakotaensis do osobnego rodzaju Dakotadon w 2008.